# 13963 Євфрат
13963 Євфрат (13963 Euphrates) — астероїд головного поясу, відкритий 3 серпня 1991 року.
Тіссеранів параметр щодо Юпітера — 3,109.

## Назва
Астероїд названо на честь річки Євфрат.